# Совместные военные учения стран — членов Шанхайской организации сотрудничества

## Мирная миссия — 2005
с 18 по 25 августа на Шаньдунском полуострове прошли первые совместные военные учения Российской Федерации и Китайской Народной Республики.

## Мирная миссия — 2007
9 августа в КНР, в Синьцзян-Уйгурском автономном районе (СУАР), в Урумчи, были официально открыты совместные антитеррористические учения ШОС. Впервые в антитеррористических учениях ШОС участвовали военные всех шести на тот момент государств - членов ШОС: России, Китая, Казахстана, Кыргызстана, Таджикистана и Узбекистана.

## Мирная миссия — 2009
вторые совместные военные учения Российской Федерации и Китайской Народной Республики.

## Мирная миссия — 2010
седьмые совместные антитеррористические маневры в рамках ШОС. Практический этап проведения объединенной антитеррористической операции прошли на полигоне комплексной подготовки войск «Матбурак» в Казахстане. В них принимали участие свыше 5000 офицеров и военнослужащих из Казахстана, Китая, Кыргызстана, России и Таджикистана. Учения ШОС прошли с 9 по 25 сентября.

## Мирная миссия — 2012
проходила в Согдийской области Республики Таджикистан с 8 по 14 июня 2012 года на полигоне Чорух-Дайрон. Военнослужащие отрабатывали вопросы взаимодействия соответствующих подразделений государств - членов ШОС в труднодоступной горной местности. В этих учениях принимали участие больше 2 тыс. военнослужащих подразделений сухопутных войск и более 500 единиц боевой техники и авиации. В них были представлены Казахстан, Китай, Киргизия, Россия и Таджикистан.

## Мирная миссия — 2014
с 24 по 29 августа, в Китайской Народной Республике, в провинции Внутренняя Монголия, на недавно построенном полигоне «Чжужихэ», состоялись учения «Мирная миссия-2014». В них принимали участие свыше 7 тыс. человек и 500 единиц техники - самолетов, вертолетов, танков, боевых машин пехоты, десанта, бронетранспортеров, артиллерии и системы ПВО47. Учения разворачивались на территории протяженностью около 1800 квадратных километров.

## Мирная миссия — 2016
учения прошли с 15 по 21 сентября в Кыргызской Республике, в Иссык-Кульской области, на полигоне «Эдельвейс». В ходе этих учений активно использовался значительный опыт, накопленный российскими Вооруженными силами по ведению антитеррористических действий в Сирии. В антитеррористических учениях принимали участие более 1100 военнослужащих государств - членов ШОС, около 300 единиц сухопутной боевой техники, 40 единиц авиационной техники, включая дальние бомбардировщики Ту-22М3 ВКС России.

## Мирная миссия — 2018
С 22 по 29 августа 2018 г. в Чебаркуле Челябинской области проведено совместное военное антитеррористическое командно-штабное учение вооруженных сил государств–членов ШОС. В учении приняли участие органы военного управления, подразделения сухопутных войск и авиация вооруженных сил Республики Казахстан, Республики Таджикистан, Киргизской Республики, Российской Федерации Народно-освободительной армии Китайской Народной Республики (КНР), а также Республики Индия, Исламской Республики Пакистан. Представители Республики Узбекистан участвовали в качестве наблюдателей. Всего в учениях "Мирная миссия - 2018" приняли участие около 3 тысяч военнослужащих стран-участниц ШОС и более 500 единиц техники, в том числе авиационной.

## Мирная миссия — 2020
Подготовку и организацию совместных маневров военные представители восьми стран-участниц ШОС Индии, Казахстана, Китая, Кыргызстана, Пакистана, России, Таджикистана и Узбекистана обсудили в ходе консультаций в Кемерово. Учения должны были пройти в августе на полигоне Юргинский Кемеровской области. Однако, ввиду неблагоприятной эпидемиологической обстановки ряд мероприятий были сокращены, перенесены или отменены. В частности, не состоялись антитеррористическое учение ШОС «Мирная миссия – 2020.

## Мирная миссия — 2021
Учения проходили с 20 по 24 сентября 2021 г. на полигоне «Донгуз» в Оренбургской области. В практических действиях сил (войск) принимали участие органы военного управления и подразделения вооруженных сил Российской Федерации, Республики Индия, Республики Казахстан, Народно-освободительной армии Китайской Народной Республики, Киргизской Республики, Исламской Республики Пакистан, Республики Таджикистан и Республики Узбекистан. Впервые в учении принял участие воинский контингент Республики Белоруссия. В масштабных маневрах участвовали 5,5 тысячи человек, было задействовано порядка 1,5 тысячи единиц техники. Учения стали одними из самых крупных за всю историю ШОС.

### Учения спецслужб и правоохранительных структур
В 2011 году прошли совместные антитеррористические учения спецслужб и правоохранительных органов государств-членов ШОС «Тянь-Шань — 2 — 2011». В период с 5 по 8 мая 2011 года в рамках реализации Программы сотрудничества государств-членов Шанхайской организации сотрудничества (ШОС) в борьбе с терроризмом, сепаратизмом и экстремизмом на 2010–2012 годы успешно осуществлено совместное антитеррористическое учение спецслужб и правоохранительных органов государств-членов ШОС на территории Китайской Народной Республики. Активная фаза антитеррористического учения проходила 6 мая в районе г. Кашгар на территории Синьцзян-Уйгурского автономного района (СУАР, Северо-Западный Китай).
В 2012 году, с 2 по 5 июня, в Джизакской области Узбекистана проходили антитеррористические учения стран - членов ШОС «Восток - Антитеррор-2012». В учениях участвовали специальные подразделения Узбекистана, Казахстана и Кыргызстана.
В 2013 году, 13 июня на юге Казахстана, в городе Шымкент, были проведены антитеррористические учения компетентных органов государств - членов ШОС «Казыгурт - Антитеррор-2013».
В 2014 году по решению Совета Региональной антитеррористической структуры (РАТС) ШОС состоялось Командно-штабное учение (КШУ) «Восток - Антитеррор-2014». Оно прошло 27 марта 2014 года. Учение было проведено на территории Республики Узбекистан, координацию КШУ осуществлял Исполнительный комитет РАТС ШОС. Наблюдателями на учении были делегации компетентных органов Республики Казахстан, Китайской Народной Республики, Российской Федерации, Республики Таджикистан.
В 2015 году с 15 по 17 сентября Антитеррористическим центром ГКНБ Киргизии были проведены очередные совместные командно-штабные антитеррористические учения компетентных органов государств - членов ШОС «ЦентрАзия - Антитеррор-2015».
В 2017 году 27 июня КНР и Киргизией были проведены антитеррористические учения «Тяньшань-3 - 2017». Учения проходили на киргизско-китайской государственной границе в рамках ШОС. В мероприятии принимали участие подразделения пограничных служб Киргизии и Китая. Основная фаза учения прошла 27 июня в китайском городском округе Артуше27.
В 2019 году с 10 по 21 октября на базе учебного центра отряда специального назначения «Ермак» Сибирского округа Росгвардии, в Новосибирске состоялось совместное антитеррористическое учение спецподразделений Росгвардии и Народной вооруженной полиции Китая «Сотрудничество-2019».